# Конвой H-12
Конвой H-12 — японський конвой часів Другої світової війни, проведення якого відбувалось у січні 1944-го.
H-12 належав до серії конвоїв, які в 1943—1944 роках ходили між важливим транспортним хабом у Манілі та островом Хальмахера зі складу Молуккського архіпелагу (північний схід Нідерландської Ост-Індії), який, зокрема, відігравав важливу роль у постачанні японських сил на заході Нової Гвінеї.
До складу конвою увійшли транспорти «Нанка-Мару», «Аден-Мару», «Дзіндзу-Мару» (Jinju Maru), «Кохоку-Мару» та «Нісі-Мару» (Nishi Maru), тоді як охорону забезпечував патрульний корабель PB-105.
2 січня 1944-го загін вийшов з Маніли, а 4 січня прибув до порту Себу (на однойменному острові в центрі Фліппінського архіпелагу), де «Нісі-Мару» відокремився від конвою.
7 січня 1944-го конвой відновив рух, при цьому відомо, що «Аден-Мару» 10 січня прибув до порту Давао (південне узбережжя острова Мінданао).
Хоча маршрут конвою пролягав через кілька районів, де традиційно патрулювали ворожі підводні човни, цього разу операція пройшла без інцидентів і 12 січня японський загін досягнув затоки Кау на острові Хальмахера.